# Sikianes
Els sikianes són un poble indígena, que viu al Brasil, Surinam i Veneçuela.
Els Sikiana al Brasil viuen entre el riu Cafuini i les capçaleres del Turuna i Itapi, prop de la frontera amb Surinam. El grup de Surinam viu a Kwamalasamutu. El grup a Veneçuela probablement s'ha extingit.
La 1916 Encyclopaedia of the Dutch West Indies situa els sikianes als marges del riu Trombetas al Brasil, va dir que tenien una estreta relació amb els sanumá i els tiriyó.

## Nom
Els sikianes també són anomenats Chikena, Chiquena, Chiquiana, Shikiana, Sikiâna, Sikiyana, Sikiána, Sikïiyana, Tshikiana, Xikiyana, o Xikujana.

## Idioma
El sikiana pertany a la família de les llengües carib. Els que viuen a Surinam parlen tiriyó com a segona llengua. Alguns sikianes a Veneçuela parlen tiriyó.